# 京贵高速动车组列车
京贵高速动车组列车是中国铁路运行于首都北京市至贵州省省会贵阳市间的高速动车组列车，现每天开行2对列车。其中G73/74次列车由北京局集团石家庄客运段担当，G371/372次列车由成都局集团贵阳客运段担当。

## 历史
2015年7月1日，配合沪昆高铁新晃西至贵阳北段开通，新增北京西站至贵阳北站的高速动车组列车3对。
2017年1月5日，配合沪昆高铁贵阳北至昆明南段开通，G401/404次列车延长至昆明南站始发终到，同时原G403次改为G401次，原G401次改为G403次。随后于2019年12月30日起再安排G81/402次列车延长至昆明南站始发终到。
2022年6月20日，配合郑渝高铁襄万段开通以及京广高铁北段运行图重排，重新安排北京西~贵阳北G73/74次、G371/372次列车合计2对。此次调图后，贵阳北至北京西最快8小时24分可达。

## 使用列车
G73/74次列车使用配属北京局集团雄安动车运用所的CR400AF；G371/372次列车使用配属成都局集团贵阳北动车运用所的CRH380A，重联运行。

## 其他行驶北京与贵阳间的过路车次
每天运行于北京与贵阳间的高速列车约为4对。除G73/74次、G371/372次列车外，另两对分别为G75/76次、G401/402次。